# Midgårdsvallen
Midgårdsvallen  är en fotbolls- och friidrottsarena i Märsta, norr om Stockholm. 
Arenan med gräs invigdes 2005.  Midgårdsvallen är godkänd upp till Superettannivå, men ytterligare strålkastare kan installeras för spel i Allsvenskan. Gräsmattans mått är 105 x 65 meter. Allvädersbanorna är IAAF godkända. Tidigare spelades här Valsta Syrianska IK:s matcher här men sedan de har gått i konkurs används sällan huvudarenan. Istället spelas flest matcher på den intilliggande konstgräsplanen. Här spelar FC Arlanda (Ettan) och Märsta IK (div 4) sina hemmamatcher.
Midgårdsvallen tar normalt 2400 åskådare varav 400 under tak.
Intill ligger flera andra anläggningar bl.a. en elbelyst och uppvärmd konstgräsplan och ytterligare en konstgräsplan för amerikansk fotboll där Arlanda Jets spelar sina hemmamatcher.

## Publikrekord
Publikrekordet på 3125 åskådare sattes den 24 juli 2008 när Valsta Syrianska IK mötte Hammarby IF i Svenska cupen.